# Societat Abolicionista Espanyola

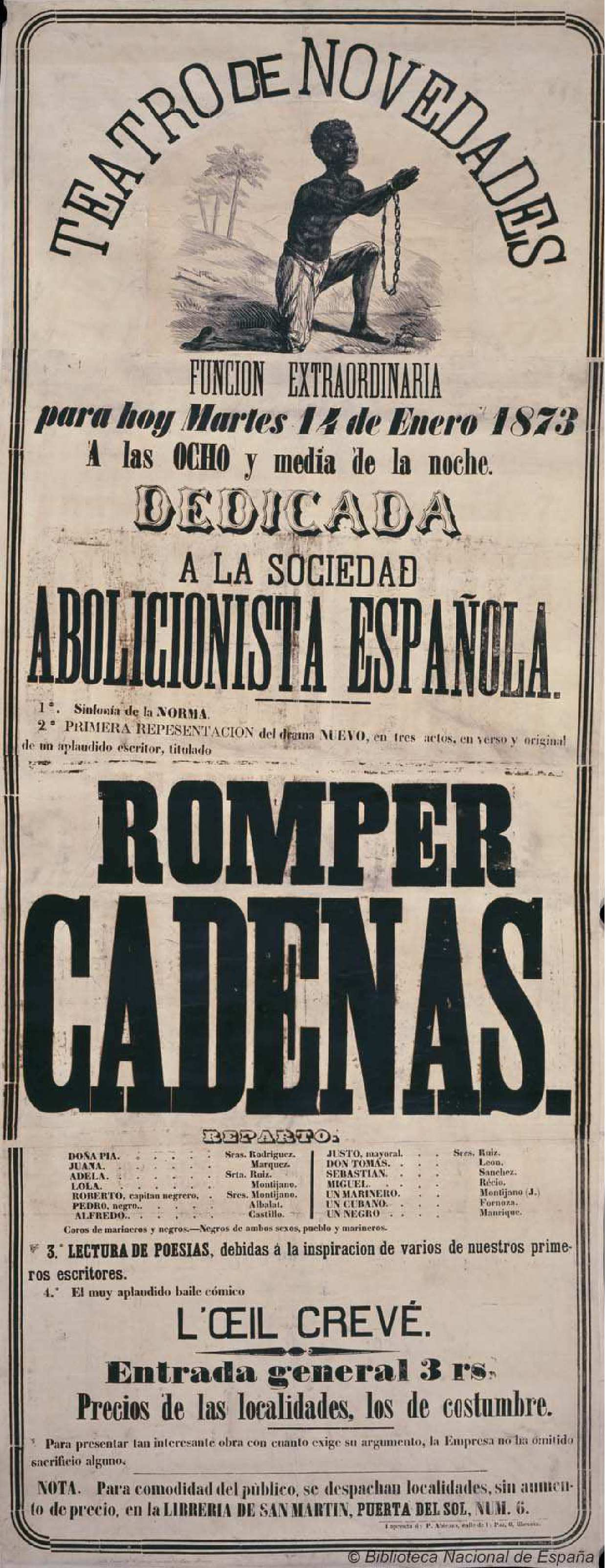
Cartell de la funció extraordinària del Teatre Novetats de Madrid dedicada a la Societat Abolicionista Espanyola amb l'anunci de l'estrena de Trencar cadenes, drama en tres actes de Luis Blanc presentat el 14 de gener de 1873. Biblioteca Nacional d'Espanya.

La Societat Abolicionista Espanyola va ser una entitat creada el 7 de desembre de 1864 i que va donar per conclosos el compliment dels seus objectius al desembre de 1888. Va desenvolupar la seva labor a Espanya, singularment a Madrid, integrada per significatius polítics liberals, progressistes i radicals, que el seu objectiu va ser la plena abolició de l'esclavitud en les Antilles espanyoles: Puerto Rico i Cuba.

## Escenari social i polític
La Societat i les seves accions van sofrir al llarg dels seus vint-i-quatre anys d'existència els alts i baixos de la política espanyola de la segona meitat del segle xix (regnat d'Isabel II, Sexenni Democràtic, restauració borbònica), amb tensions intenses entre la visió de cadascuna de les formacions polítiques (d'una banda els progressistes isabelins, demòcrates, demòcrates radicals, liberals de la Restauració, republicans radicals, possibilistes d'Emilio Castelar i de l'altre els moderats isabelins, carlistes i els conservadors canovistes que s'unia a una diferent percepció intel·lectual i ètica de l'esclavitud. A més, les posicions de les diferents formacions, i entre els propis integrants dels partits, van variar amb el temps i les persones. Així, els que en uns inicis van donar suport a un abolicionisme parcial i condicional, es van situar en contra del abolicionisme total o complet, mentre que des de posicions radicalment oposades a l'abolicionisme, es va tractar de contemporaritzar amb una política de diferents fases en el procés. Tot això, unit a l'especial situació de Cuba i Puerto Rico, singularment la primera pel condicionant de les guerres en l'últim terç del segle XIX, van donar a la Societat i les seves diferents iniciatives característiques particulars.